# Мікротехнологія

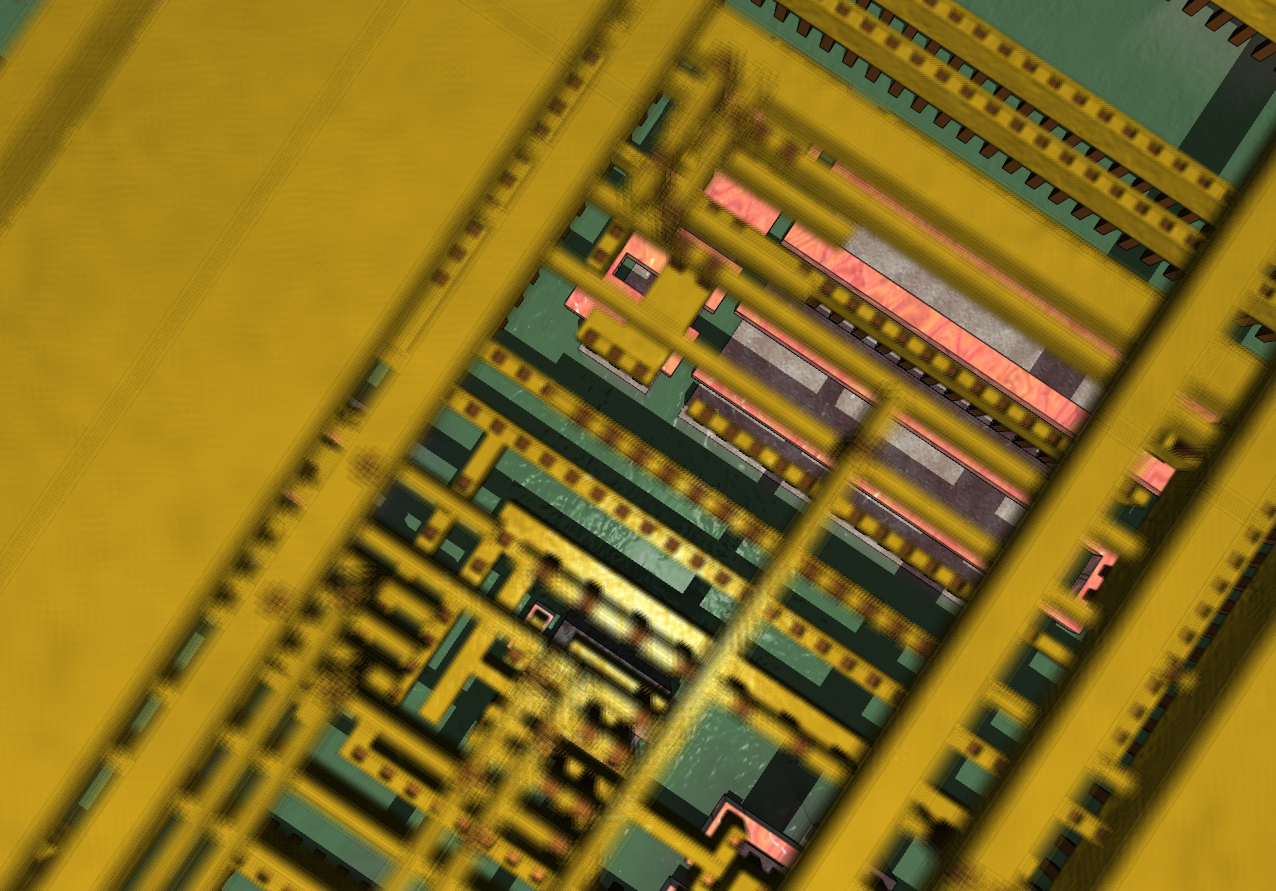
Внутрішні структури інтегральної схеми (3D модель): чотири шари мідної металізації, полікремній (рожевий), колодязі (сірий), підкладка (зелений)

Мікротехноло́гія (англ. microtechnology) — способи реалізації процесів виготовлення структур, характерні розміри яких вимірюються мікронами або менші. Історично процеси мікротехнології використовувались у мікроелектроніці для виробництва інтегральних схем (див. Технологія виробництва напівпровідників). Починаючи з 1990-их років область застосування цієї групи методів поширилась за рахунок появи та масового виробництва мікроелектромеханічених систем (МЕМС), аналітичних мікросистем, твердих дисків, рідкокристалічних дисплеїв, сонячних панелей тощо. Завдяки спільним рисам оригінальних технологічних методів, що набули поширення, та їх універсальності ці технології сформувались до кінця XX ст. у науково-технічний напрям, що отримав назву «мікротехнологія».
Мініатюризація різноманітних пристроїв вимагає при їх виготовленні залучення досягнень різних галузей науки і техніки: фізики, хімії, матеріалознавства, інформатики, вакуумної техніки, гальванотехніки. До основних фізико-хімічних процесів, що знайшли застосування у мікротехнології належать:
- фотолітографія;
- легування;
- осадження тонких плівок;
- травлення;
- металізація;
- полірування;
- механічна обробка мікроінструментами.

Спрощена покрокова схема процесу виготовлення КМОН-інвертора за мікроелектронною технологією. Примітка: в реальних пристроях контакти затвора, стоку й витоку зазвичай не лежать в одній площині, масштаб спотворено для наочності

Технологічні операції процесу травлення

## Застосування
Мікротехнологія застосовується для виробництва:
- мікросхем («мікрочипів»)[2];
- мікроелектромеханічних (МЕМС) і мікрооптоелектромеханічних (МОМЕС) систем та компонентів до них (мікродавачів, мікроактуаторів)[3];
- лабораторій на чипі;
- головок струменевих принтерів;
- сонячних панелей;
- рідкокристалічних дисплеїв;
- плазмових панелей;
- твердих дисків;
- паливних елементів тощо.

## Процеси мікротехнології
Мікротехнологія містить у собі різні процеси, виконання яких відбувається у певній послідовності. Деякі технологічні прийоми мають досить давню історію, наприклад літографія чи травлення. Полірування була запозичена з виробництва оптичного скла. Гальванотехніка і вакуумна техніка беруть свій початок у роботах XIX століття.
Виготовлення мікропристроїв відбувається у вигляді чергування операцій нанесення тонких шарів і видалення окремих зон. Отже, пристрій являє собою «стос» двомірних структур з різних матеріалів. Також використовуються різні операції модифікації поверхні: відпал, легування, окиснення, відновлення тощо. Основний принцип виробництва — одночасне виготовлення відразу великої кількості пристроїв, як правило, розміщених на одній підкладці і, які розділяються лише на фінальній стадії виробництва.

### Підкладки
Мікроелектронні пристрої і схеми формуються зазвичай на відносно товстій підкладці. В електроніці застосовують підкладки з кремнію і арсеніду галію. Для МЕМС, оптичних пристроїв, дисплеїв часто застосовуються кварц і скло. Підкладка дозволяє спростити поводження з мікроелектронним пристроєм протягом циклу виробництва. Зазвичай на одній підкладці розміщуються сотні і тисячі пристроїв, що одночасно виготовляються.

### Осадження
Пристрої, виготовлені за мікроелектронною технологією зазвичай складаються з одного або декількох тонких функціональних шарів. Типи цих шарів залежать від призначення пристрою. Мікроелектронні пристрої мають в своєму складі шари провідні, ізолювальні або напівпровідникові. Оптичні пристрої можуть містити відбиваючі, прозорі, світлопровідні або світлорозсіювальні шари. Вони можуть також виконувати хімічну або механічну функцію, наприклад для МЕМС додатків або «лабораторій на чипі». Шари отримують методами осадження тонких плівок, що можуть реалізовуватись як:
- термічне оксидування;
- хімічне осадження з парової фази:
  - плазмово-хімічне осадження з парової фази;
  - атомно-шарове осадження;
- вакуумне напилення[4]:
  - іонне розпилення;
  - магнетронне розпилення;
  - термічне випаровування (напилення);
  - випаровування електронним променем;
- епітаксія:
  - парофазна епітаксія;
  - молекулярно-променева епітаксія.

### Фотолітографія
Як правило, потрібно сформувати на підкладці різні структури або наскрізні отвори в шарі. Ці структури мають мікронні або нанометрові розміри і способи їх формування визначають можливості технології. Для їх формування за допомогою фотолітографії створюють маску, що захищає від дії хімічного реагента-розчинника ті ділянки, які повинні бути залишені.

### Травлення
Травлення — це процес видалення частини шару або підкладки. Підкладка піддається впливу травильного агента (кислота, хімічно активна плазма, іонний пучок), який фізично або хімічно руйнує поверхню, видаляючи матеріал.
Розрізняють:
- сухе травлення (Плазмове травлення або реактивне іонне травлення);
- рідинне травлення;
- електрохімічне травлення.

### Мікрообробка локальною дією мікроінструменту
Для мікрообробки методом локального впливу на заготовку можуть використовуватись мікроінструменти різної фізичної природи.
В еліонних технологіях це сфокусовані промені:
- електронний (англ. Electron Beam Machining, EBM);
- лазерний (англ. Laser Beam Machining, LBM);
- іонний (англ. Ion Beam Machining, IBM).

Сфокусовані промені можуть застосовуватись для вирішення широкого кола задач: локального експонування фоторезисту у мікролітографії, для локальної абляції матеріалу з поверхні заготовки, а також для глибинної локальної мікрообробки — свердління мікроотворів. В останньому випадку лазерна обробка дозволяє отримувати отвори діаметром до 10 мкм при глибині до 1 мм, електронно-променева — діаметром до 0,05…1,5 мм при глибині 0,25…6,4 мм.
У мікроелектроерозійній (англ. Micro Electro Discharge Machining, MEDM) або мікроелектрохімічній обробці (англ. Micro Electro Chemical Machining, MECM) використовується профільований або дротовий мікроінструмент.
При прошиванні мікроотворів електроерозійним способом можна отримувати отвори діаметром 5…10 мкм глибиною до 2 мм.
.
Активно удосконалюються також мікроінструменти (cutting tools) для традиційного різання матеріалів — фрезерування, свердління, точіння. Мікрофрези діаметром до 20…60 мкм, мікросвердла діаметром до 15…30 мкм, мікрорірізці шириною близько 10 мкм використовуються для мікрооброблення об'ємних деталей в прецизійному машинобудуванні.

### Інші процеси
До інших мікротехнологій належать:
- легування з використанням дифузії або іонної імплантації;
- планаризація (згладжування нерівностей методами механічного і хімічного полірування, наприклад: хіміко-механічна планаризація англ. Chemical mechanical polishing, CMP);
- очищення підкладок;
- мікроскладання виробів, що включає: монтаж кристалів на комутаційну плату чи у корпус, розпаювання виводів методами лазерного або ультразвукового зварювання а також герметизацію.

## Чистота у мікротехнології
Виробництво у галузі мікротехнологій відбувається у чистих приміщеннях, в яких повітря очищається від завислих часток пилу, та провадиться строгий контроль температури й вологості. Також вживаються заходи для зниження вібрацій і електромагнітних завад. Дим, пил, мікроорганізми і клітини живих організмів мають мікронні розміри і їх потрапляння на підкладку може зробити прилад, що виготовляється, непрацездатним.
Чисті приміщення забезпечують пасивну чистоту, але не дивлячись не це, забруднення поверхні підкладок може відбуватися різними шляхами: частинками пластика з міжопераційної тари, сліди матеріалів від попередніх етапів обробки. Тому проводять також і активне очищення підкладок різними методами. Органічні забруднення і частинки пилу видаляють в перекисно-аміачному або перекисно-кислотному розчинах (наприклад, розчин «піранья»
H2SO4+H2O2), процес RCA-2 у перекисно-кислотному розчині видаляє металічні забруднення.
Травленням у розчині плавикової кислоти видаляють базовий оксид з поверхні кремнію. Також широко використовуються «сухі» методи очищення, які включають обробку в плазмі аргону або кисню для видалення небажаних шарів з поверхні, а також водневий відпал при високих температурах для видалення базового оксиду перед епітаксією. Окиснення, як і взагалі всі високотемпературні процеси є дуже чутливими до забруднення, і етапи очищення в обов'язковому порядку повинні їм передувати.